# Characidium heirmostigmata
Characidium heirmostigmata is een straalvinnige vissensoort uit de familie van de grondzalmen (Crenuchidae). De wetenschappelijke naam van de soort is voor het eerst geldig gepubliceerd in 2008 door da Graça & Pavanelli.